# Pseudomecas femoralis
Pseudomecas femoralis là một loài bọ cánh cứng trong họ Cerambycidae.